# Skotarske, Voloveț
Skotarske (în ucraineană Скотарське) este o comună în raionul Voloveț, regiunea Transcarpatia, Ucraina, formată numai din satul de reședință.

## Demografie
Componența lingvistică a comunei Skotarske
     Ucraineană (99,5%)
     Alte limbi (0,5%)
Conform recensământului din 2001, majoritatea populației comunei Skotarske era vorbitoare de ucraineană (99,5%), existând în minoritate și vorbitori de alte limbi.